# Adelia Landergren
Aurora Adelia Landergren, född 19 juni 1889, död 2 augusti 1947, var en svensk som överlevde förlisningen av RMS Titanic.
Hon reste i tredje klass på Titanic på biljett nummer 7077, och steg ombord i Southampton. Hon tänkte resa till New York med en annan båt, men mötte John Holm och Mauritz Ådahl på vägen, som skulle resa med Titanic och som övertalade henne att göra det samma. De utgjorde varandras ressällskap i fortsättningen. 
Den 15 april lyckades John Holm, Mauritz Ådahl och Adelia Landergren ta sig upp till båtdäcket fram till livbåt 15. 
"Vi stodo alla tre, kapten John Holm och Mauritz Ådahl och jag på däck lugnt samspråkande, öfvertygade om att båten inte skulle sjunka. Därom voro vi alla ense. Ångaren skulle nog hålla sig uppe, ty det var ju så många bottnar i den. Jag hade lämnat mina pengar och öfvriga papper till kapten Holm, då jag inte hade på mig annat än en kofta och en väst. Mina kamrater voro särskilt lugna, till slut sade dock kapten Holm till mig att det var bäst att jag gick i räddningsbåten. Till den ändan bundo de på mig ett liftbälte och hjälpte mig i båten". Holm och Ådahl avled under förlisningen.
Hon gifte sig 1922 med diamantborraren och svenskamerikanen Simon Fredrik Johansson på Manhattan.